# Diamondhead, Mississippi
Diamondhead là một thành phố thuộc quận Hancock, tiểu bang Mississippi, Hoa Kỳ. Năm 2010, dân số của thành phố này là 8 425 người.

## Dân số
- Dân số năm 2000: 5 912 người.
- Dân số năm 2010: 8 425 người.